# هیرم (شهر اتریش)
هیرم (به آلمانی: Hirm) یک منطقهٔ مسکونی در اتریش است که در ناحیه ماترسبورگ واقع شده‌است. هیرم ۹۲۶ نفر جمعیت دارد.